# ツキミソウ
ツキミソウ（月見草、Oenothera tetraptera、つきみぐさ）は、アカバナ科マツヨイグサ属に属する二年草または多年草である。

## 解説

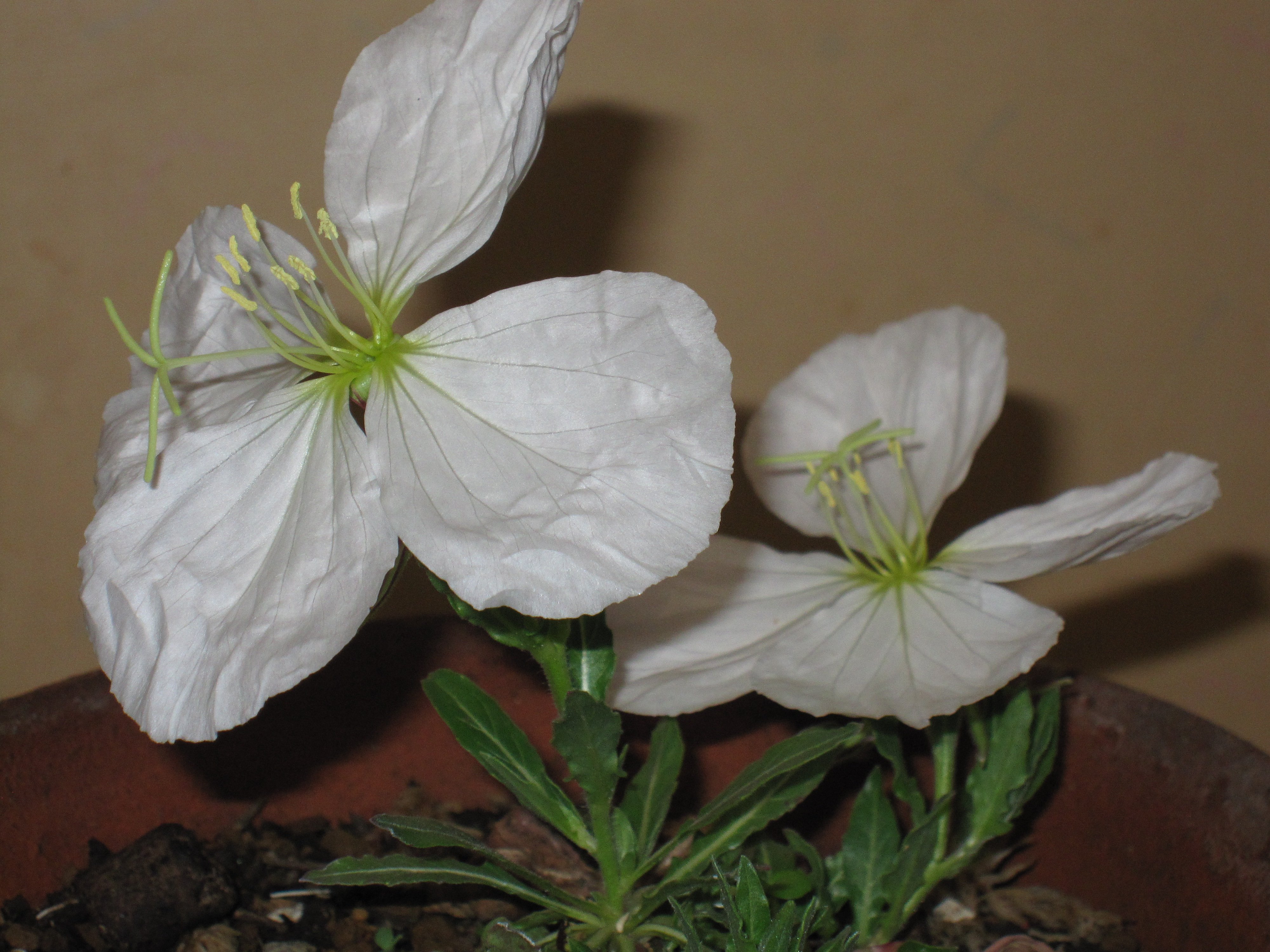
写真左の花のメシベが左側に倒れているが、これは時間が経つと中央（右側）に移動するのが観察できる。これは、ツキミソウは虫媒花であるものの、虫による受粉がなされない場合、自家受粉をするためである。自家受粉の際、時間の推移と共にメシベは、中央に移動し、直立する。そして、オシベも伸びて花粉を放出し、自家受粉を完了させ、写真右の花のように変化する。

北アメリカ原産。日本へは南アメリカ、ヨーロッパ、中国を経由して幕末から明治の初めに渡来した。神奈川県大和市に有り、東急田園都市線の駅名にも付けられた「つきみ野」の地名は、開発以前、周囲に月見草が生い茂っていたことに由来する。
同属種であるオオマツヨイグサ、マツヨイグサ、メマツヨイグサなどを（誤って）「月見草」と呼ぶ場合も有る。
例えば、太宰治著『富嶽百景』には、「けなげにすくっと立つてゐたあの月見草は、よかつた。富士には月見草がよく似合う。」と書かれている。しかし、この小説の舞台である御坂峠は月見草の生育環境としては厳しく、登場した植物はオオマツヨイグサだったと考えられている。

## 特徴
花期は6月から9月頃。月見草は夕方に花が開き始め、翌朝まで咲き続けて朝にしおれていく。花は咲き始めは白色であるが、翌朝のしぼむ頃には薄いピンク色になる。